# Centre de recherche nucléaire de Nahal Soreq
Le centre de recherche nucléaire de Nahal Soreq est situé près des localités de Palmachim et Yavne en Israël. Un temps dirigé par le physicien Israël Dostrovsky, il opère sous le contrôle de la Commission israélienne de l'énergie atomique (CIEA). Le centre conduit des recherches diverses en science physique, sur tous types de sondes, lasers, recherches atmosphériques, techniques de contrôle non destructif, sûreté nucléaire, spatial, médical, radiologie, etc.
Les installations de cet institut comprennent un réacteur nucléaire avec piscine à eau légère de 5 MW, fourni à la fin des années 1950 par les États-Unis dans le cadre du programme Atoms for Peace et d'un accélérateur cyclotron de protons de 10 MeV, ainsi que des laboratoires de recherches et de test. Actuellement[Quand ?] en construction, un accélérateur à proton deutérium d'une puissance de 40 MeV sous 2 mA devrait être mis en service en 2009.
En juillet 2013, l'Agence internationale de l’énergie atomique (AIEA) inspecte pour la première fois la centrale de Soreq et la juge comme sûre.